# 貝克爾河
52°8′25″N 6°11′28″E / 52.14028°N 6.19111°E

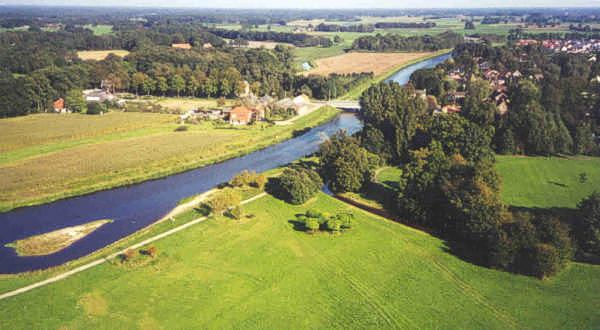
貝克爾河位於荷蘭Eibergen鎮的一段

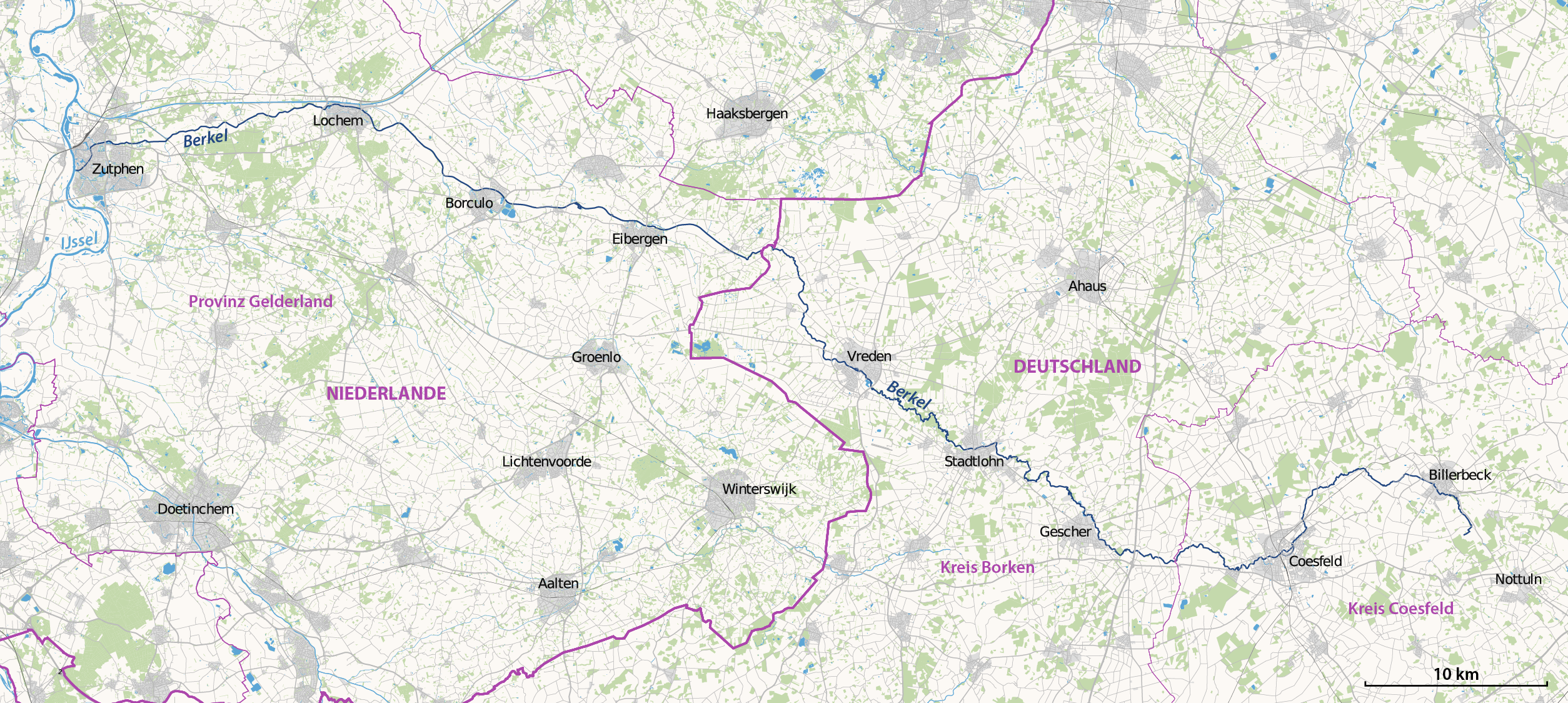
貝克爾河穿越荷蘭與德國

貝克爾河（德語／荷蘭語：Berkel）是西歐的河流，流經德國和荷蘭，屬於艾瑟爾河的右支流，河道全長114.6公里，流域面積849平方公里，平均流量每秒9.5立方米。

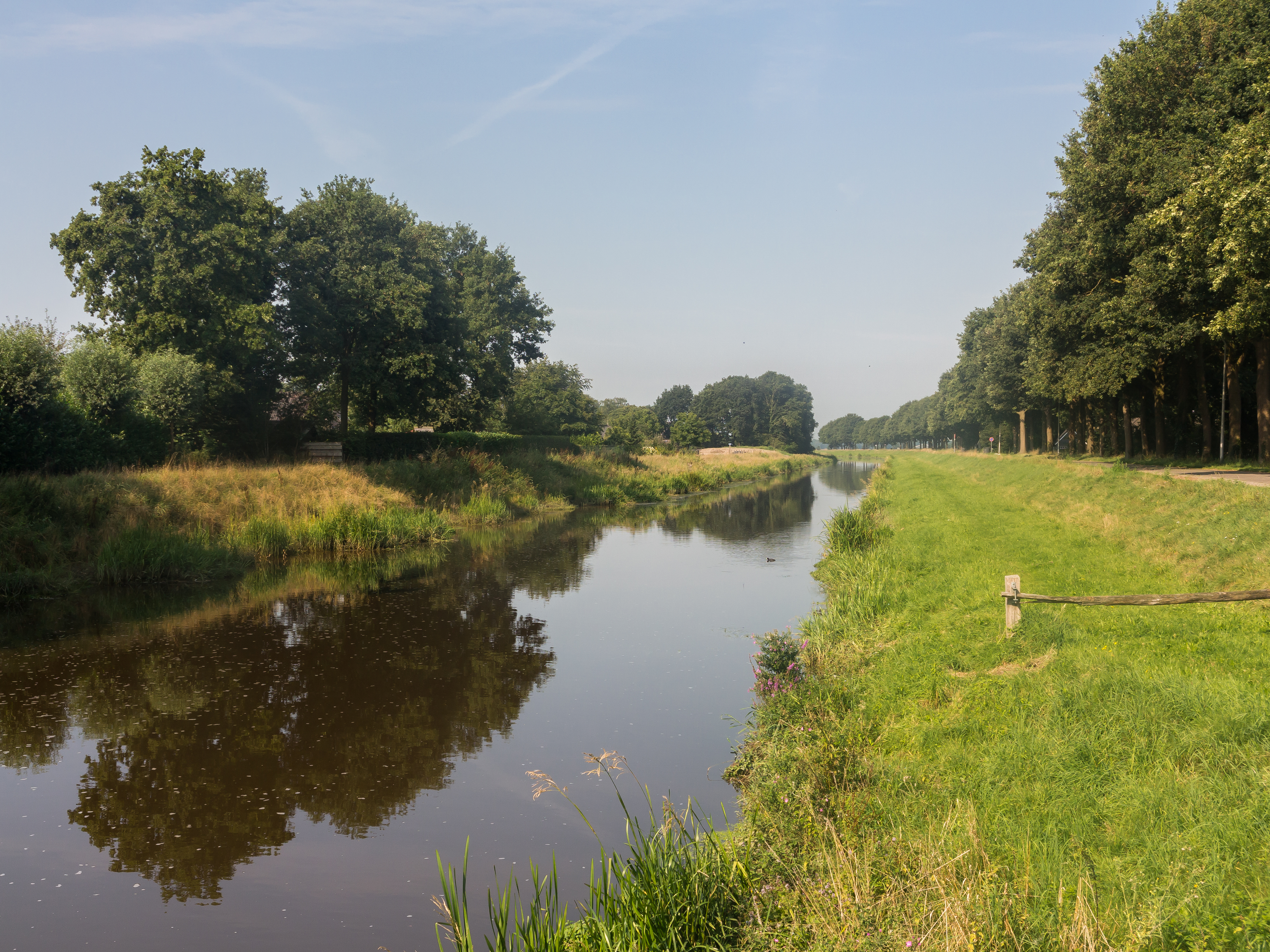
荷蘭Haarlo鎮段
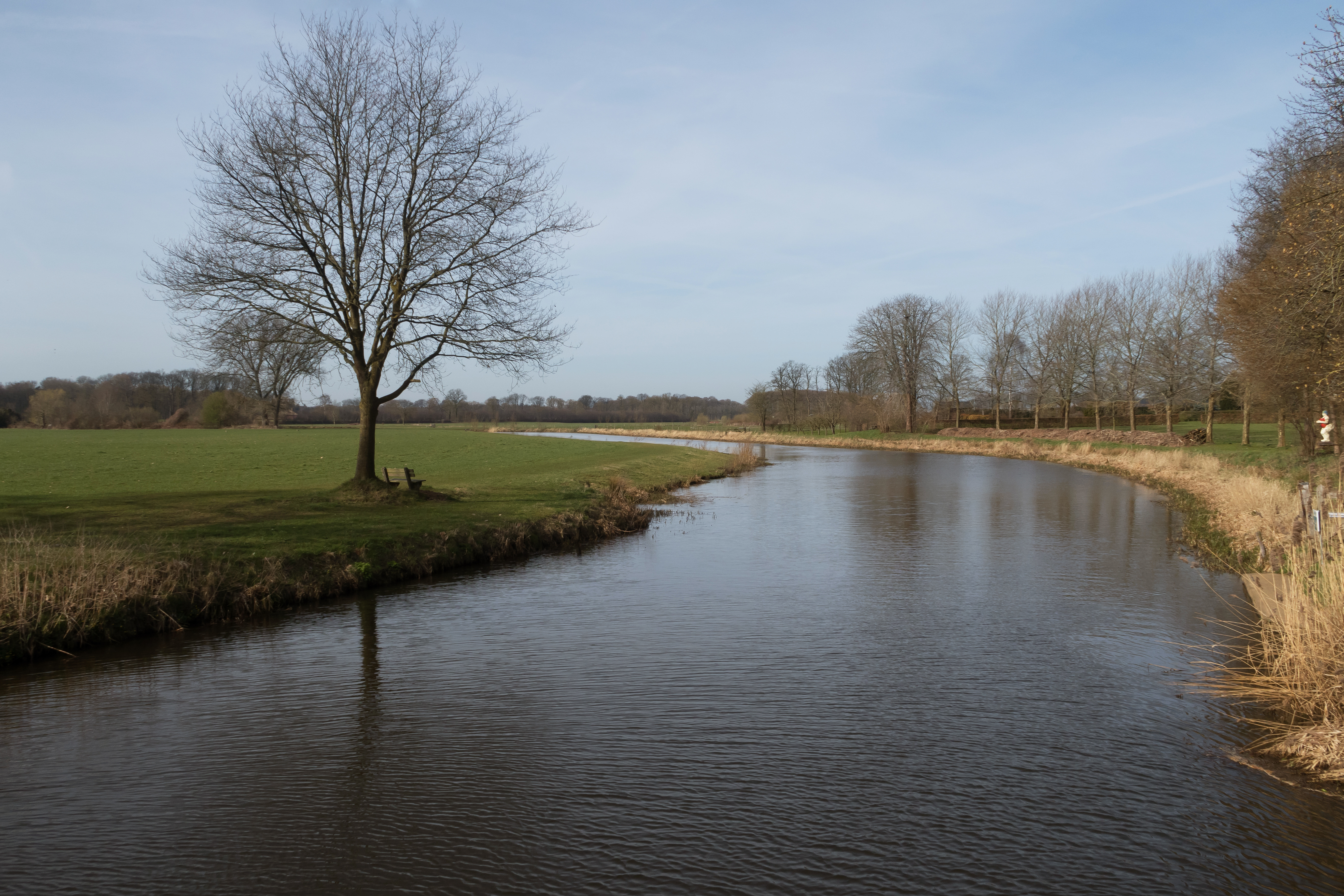
荷蘭Almen村段
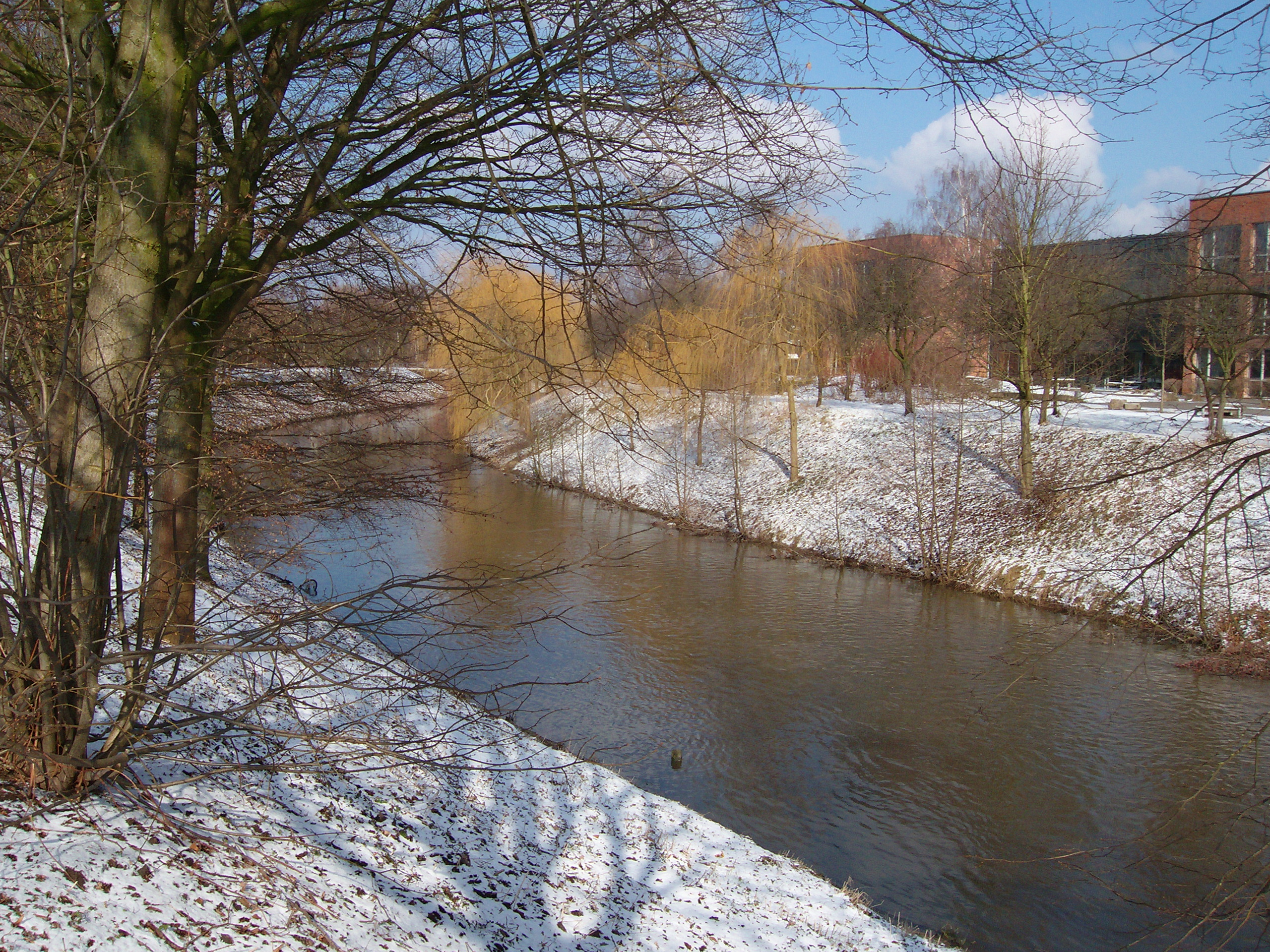
德國Vreden鎮段
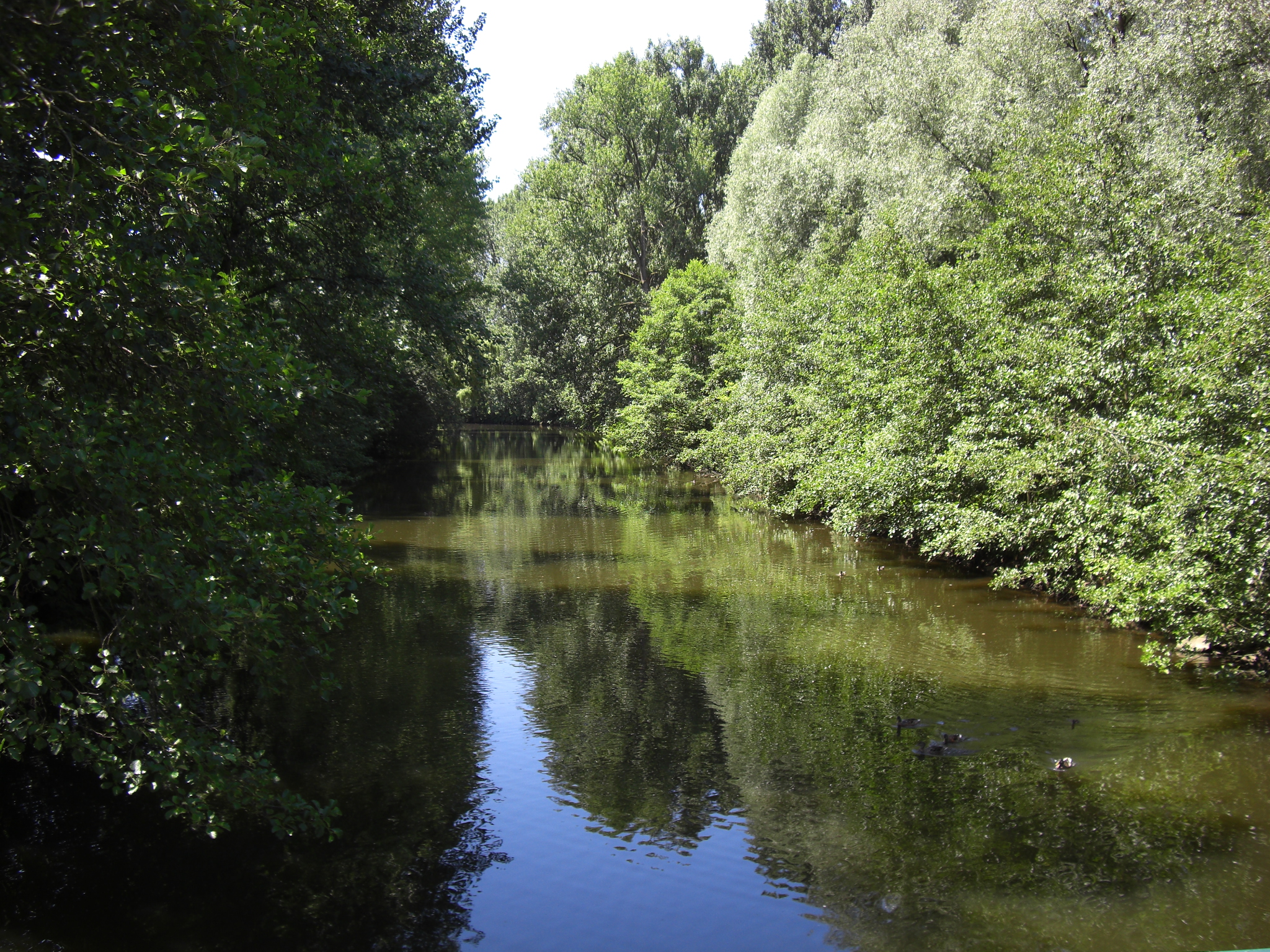
德國施塔特洛恩鎮段